# Geschwindigkeitsbegrenzer
Geschwindigkeitsbegrenzer sind Einrichtungen, die im Kraftfahrzeug in erster Linie durch die Steuerung der Kraftstoffzufuhr zum Motor die Fahrzeughöchstgeschwindigkeit auf den eingestellten Wert beschränken (Definition nach § 57c Abs. 1 Straßenverkehrs-Zulassungs-Ordnung).
In den Mitgliedsstaaten der Europäischen Gemeinschaft müssen bestimmte Lastkraftwagen (LKW) und Omnibusse (KOM) mit einem Geschwindigkeitsbegrenzer ausgestattet sein.
Darüber hinaus ist in vielen Pkw Intelligent Speed Adaption eingebaut.

## Vorschriften

### Deutschland
In Deutschland müssen Lkw >12 Tonnen und Kraftomnibusse >10 Tonnen mit Erstzulassung ab 1. Januar 1988 bis 1. Oktober 2001 mit einem Geschwindigkeitsbegrenzer ausgerüstet sein. Vor 1988 brauchte niemand einen. Ab dem 1. Oktober 2001 müssen alle Kraftomnibusse sowie Lastkraftwagen, Zugmaschinen und Sattelzugmaschinen mit einer zulässigen Gesamtmasse von jeweils mehr als 3,5 t mit einem Geschwindigkeitsbegrenzer ausgerüstet sein, es sei denn, dass diese Fahrzeuge aufgrund ihrer Bauart ohnehin nicht schneller als 100 km/h bzw. 90 km/h fahren können. Der Geschwindigkeitsbegrenzer ist bei Kraftomnibussen auf eine Höchstgeschwindigkeit von 100 km/h einzustellen, bei Lastkraftwagen auf eine Höchstgeschwindigkeit von 90 km/h. Er muss so beschaffen sein, dass er nicht ausgeschaltet werden kann. Die Prüfbescheinigung des Geschwindigkeitsbegrenzers ist vom Fahrzeugführer mitzuführen.

### Japan
In Japan existieren keine gesetzlichen Vorschriften für Geschwindigkeitsbegrenzer bei Autos. Der Verband der Automobilhersteller JAMA ist jedoch eine Selbstverpflichtung eingegangen, durch die fast alle japanischen Autos seit Mitte/Ende der 1970er Jahre für den einheimischen Markt auf 180 km/h beschränkt sind und alle Kei-Cars auf 140 km/h.

### Österreich
Fahrzeuge der Klassen M2 und M3 müssen mit einem Geschwindigkeitsbegrenzer ausgerüstet sein, der so eingestellt ist, dass eine Geschwindigkeit von 100 km/h nicht überschritten werden kann. Bei Fahrzeugen der Klassen N2 und N3 muss der Geschwindigkeitsbegrenzer so eingestellt sein, dass eine Geschwindigkeit von 90 km/h nicht überschritten werden kann. Der Geschwindigkeitsbegrenzer darf nicht ausschaltbar sein und muss gegen missbräuchliche Eingriffe geschützt sein.

### Schweiz
In der Schweiz sind Geschwindigkeitsbegrenzer seit 1. Januar 2005 für alle Lastfahrzeuge ab 3,5 Tonnen sowie für alle Busse mit mehr als neun Plätzen obligatorisch.

## Technik
Der Geschwindigkeitsbegrenzer steuert die Kraftstoffzufuhr zum Motor, indem der Stellmotor beim Überschreiten der eingestellten Höchstgeschwindigkeit (Vmax.) aktiviert und über die Einspritzpumpe die Fördermenge des Kraftstoffs verstellt wird.
Geschwindigkeitsbegrenzer dürfen in Kraftfahrzeuge nur von hierfür amtlich anerkannten Fahrzeugherstellern, Herstellern von Geschwindigkeitsbegrenzern oder Beauftragten der Hersteller sowie durch von diesen ermächtigten Werkstätten eingebaut und geprüft werden.